# Central hidroelèctrica de Reculada
La central hidroelèctrica de Reculada, també coneguda com a central de Gavet, és una central hidroelèctrica situada al terme municipal de Gavet de la Conca, a la comarca del Pallars Jussà. És alimentada pel canal de Gavet, canal de derivació que té l'origen a la Central hidroelèctrica de Talarn. Fou construïda per la companyia Unió Elèctrica de Catalunya, companyia del grup Barcelona Traction, Light and Power; les obres van començar el 1930 i van finalitzar el 1931. Actualment és operada per Endesa, propietat de l'italiana Enel. A data d'avui (2020) la seva posada en marxa, aturada i control es fa des del centre de control i gestió hidràulica de Lleida.
L'aigua turbinada desguassa a l'esquerra del riu Noguera Pallaresa mitjançant un canal obert.

## Antecedents
La central de Reculada no estava inicialment prevista en el projecte que Domènec Sert i Badia va presentar per obtenir entre 1901 i 1907 les concessions d'aprofitament hidroelèctric entre la Pobla de Segur i Camarasa. La concessió fou venuda el 1911 a la societat Riegos y Fuerzas del Ebro, i a finals del mateix any s'iniciaren les obres de construcció de la central hidroelèctrica de Talarn. El projecte contemplava que un canal industrial de 60 quilòmetres de llargària derivaria de la presa de la central de Talarn un cabal de fins a 20.000 litres d'aigua per segon fins a una nova central hidroelèctrica a construir a Camarasa. Aquest canal estava previst en el marge dret de la Noguera Pallaresa.
El 1913, la mala qualitat del sòl entre Puigcercós i Guàrdia de Tremp obligaren a interrompre la construcció del canal industrial pel marge dret de la Noguera Pallaresa. Riegos y Fuerzas del Ebro va sol·licitar el seu replanteig, traslladant el canal industrial al marge esquerre del riu, així com al mateix temps es sol·licitava la divisió de la concessió d'aprofitament hidroelèctric en tres salts diferents per poder construir-los separadament i permetre un millor aprofitament del cabal d'aigua concedit. El 16 d'octubre de 1913 es concedí la divisió de la concessió. El canal industrial passava a discórrer pel marge esquerre del Noguera Pallaresa fins a una nova central situada al congost de Terradets, establint la càmera d'aigua a la vall de Barcedana, la qual desaiguava a la central mitjançant un túnel de pressió en els contraforts del Montsec de Rúbies. I a partir del desguàs de la nova central es creava el Salt de Camarasa mitjançant un canal amb nombrosos túnels i obres de fàbrica que, arribava fins a la confluència entre els rius Noguera Pallaresa i Segre a La Massana.
El 1919 Riegos y Fuerzas del Ebro planifica dividir el salt de Barcedana en dos salts: Terradets i Gavet. En aquest projecte la zona de regadiu de Llimiana i Guàrdia de Tremp es veu afectada per l'embassament que formaria la presa de Terradets.
El mes de març de 1930 es presentà el projecte de la central hidroelèctrica de Terradets. L'ajuntament de Llimiana es va oposar al projecte al·legant que la companyia Riegos y Fuerzas del Ebro no havia complert el compromís adquirit de fer un canal de reg. Després d'un període de negociació el 8 d'abril de 1931 es va arribar a un acord per a la construcció de les centrals de Terradets i Reculada, i on s'assegurés que el canal de Gavet, que alimentaria la central de Reculada, fos també un canal que permetés nous regadius que compensessin els que es perdien per l'embassament de Terradets.

## Components de la central

### Canal de Gavet

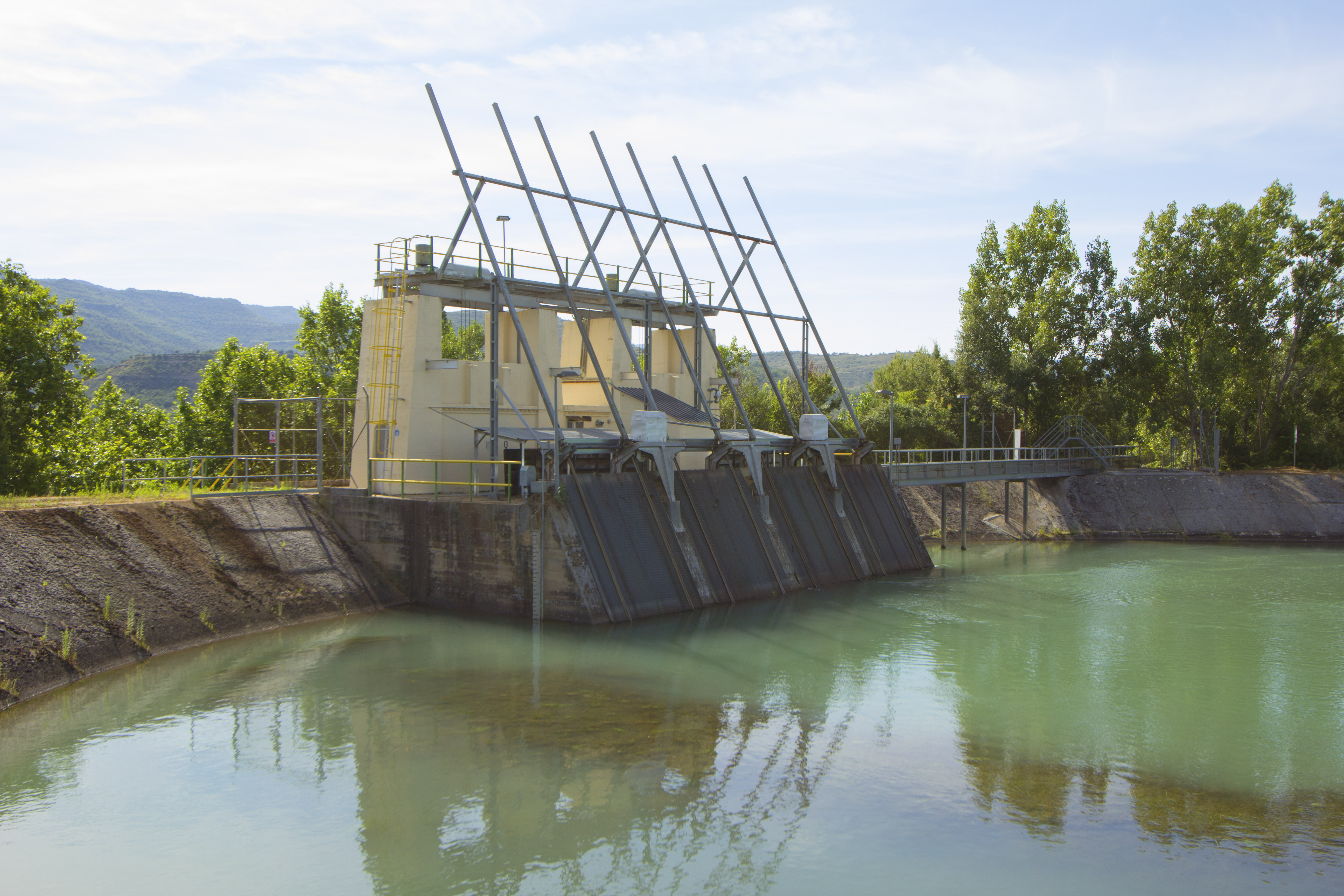
Cambra d'aigua al final del canal de Gavet.

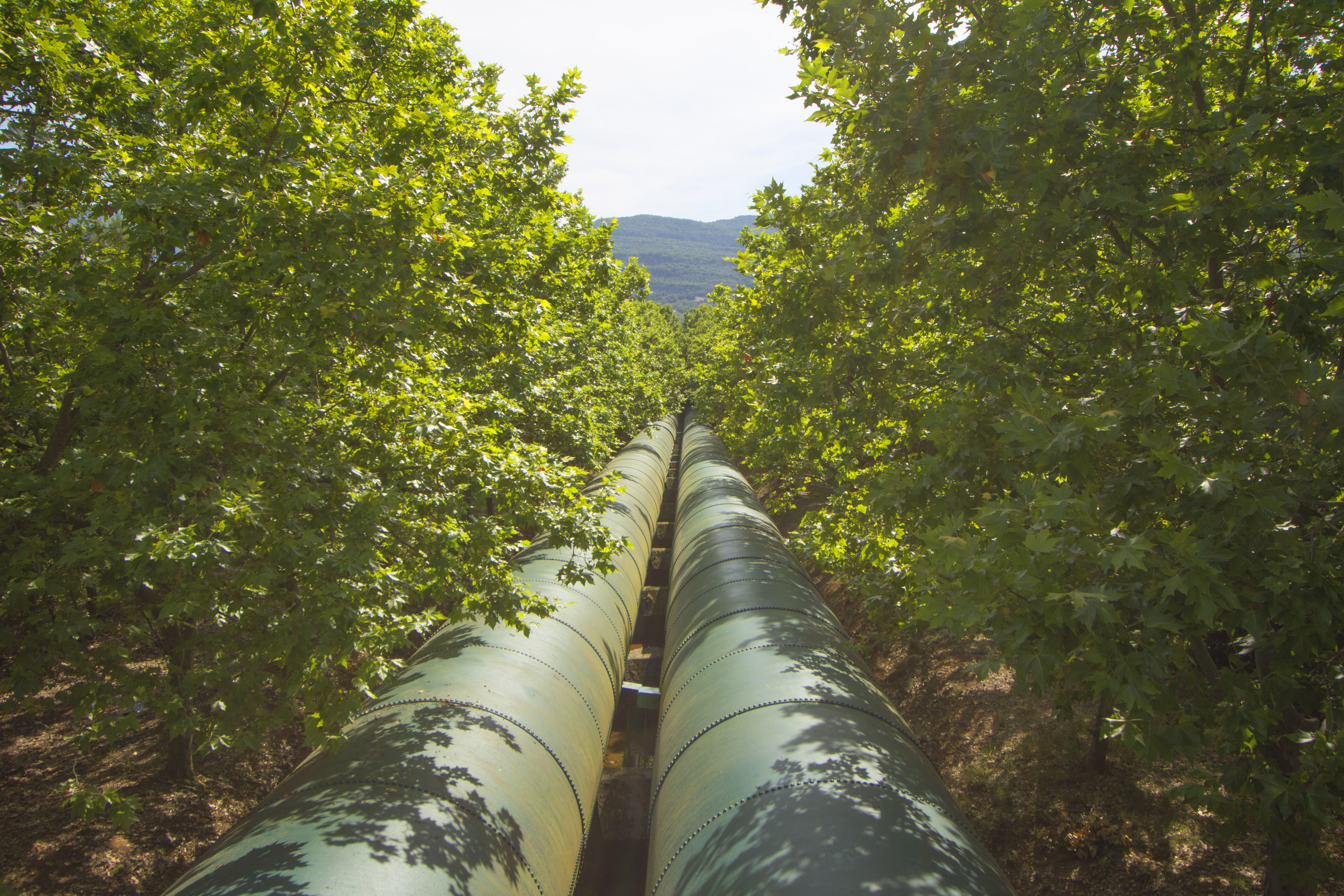
Canonada forçada des del canal de Gavet a la central

L'aigua que mou les turbines de la central de Reculada prové del canal de Gavet, el qual és alimentat per l'aigua turbinada per la central hidroelèctrica de Talarn. Aquest fet va afavorir la instal·lació a Reculada d'un sistema de control automàtic que depèn del nivell de l'aigua en el canal de derivació.

### Salt
Al final del seu recorregut el canal s'eixampla per fer de dipòsit regulador de la cambra d'aigües del salt, a partir del qual arranquen les dues canonades forçades. Cadascuna té una longitud de 530 metres i el desnivell que cobreixen és de 29 metres.

### Generació
Originalment la sala de màquines es va equipar amb dues turbines Francis d'eix vertical de la casa Escher Wyss & Cie de 16.000 CV, cadascuna acoblada a un alternador Metropolitan Vickers de 10.000 kW a 250 revolucions per minut. El pes de cada alternador era de 116 tones, i el del rotor, 49 tones. Els quadres de control foren instal·lats per la mateixa empresa.
La potència total instal·lada a la central és de 23 MW, i la producció mitja anual és de 103 GWh.
Ja des de la seva posada en marxa l'any 1931 es podia operar el funcionament de la central des de la central hidroelèctrica de Talarn o bé directament des de la pròpia sala de màquines de la central de Reculada.
La sortida a alta tensió es produeix a 110 kV. L'any 2013 es van substituir els transformadors de la subestació elèctrica de la central.

## Danys de guerra
Durant la guerra civil les centrals hidroelèctriques ubicades als Pirineus van ser considerades objectius militars prioritaris a ser destruïts per l'exèrcit rebel espanyol. Amb la seva inutilització es volia impedir el subministrament elèctric a la indústria catalana per dificultar la fabricació d'armament. L'aviació de la Legió Còndor, aliada als rebels espanyols, va bombardejar les rodalies de la central el 19 de gener de 1938 i aquesta quedà desconnectada del sistema elèctric, encara que no patí danys. El canal de Gavet sí quedà afectat.